# Liga a III-a 2016-2017
Liga a III-a 2016–17 a fost sezonul de 61 de Liga a III-a, al treilea nivel din sistemul de ligă de 
fotbal român. Sezonul a început pe 2 septembrie 2016.

## Modificari echipe
| - Arsenal Malu - Avântul Valea Mărului - Axiopolis Cernavodă - Cetate Râșnov - CS Șirineasa - CSMȘ Reșița - FC Bistrița - FC Hermannstadt - FCM Alexandria - Flacăra Moreni - Gloria Lunca Teuz Cermei - Mureșul Vințu de Jos - Petrolul Berca - Recolta Dorolț - Ripensia Timișoara - Sportul Chiscani - Viitorul Ulmeni | Retrogradate în Liga a IV-a - Bucovina Rădăuți - FC Zagon - Cetatea Târgu Neamț - Callatis Mangalia - Inter Olt Slatina - CSM Sighetu Marmației - Luceafărul Bălan Promovate în Liga a II-a - Sepsi Sfântu Gheorghe - Juventus București - CS Afumați - SS Politehnica Timișoara - Luceafărul Oradea |

### Echipe salvate de la retrogradare
Foresta Suceava,  Unirea Tărlungeni și  Metalul Reșița au fost cruțați de la retrogradarea in Liga a III-a din cauza lipsei de echipe în Liga a II-a.

### Echipe excluse
La sfârșitul sezonului trecut,  Bucovina Pojorâta,  Dorohoi,  Caransebeș și Muscelul Câmpulung au fost dizolvate.  Oțelul Galați,  "U" Cluj și  Bihor Oradea,si Rapid Bucuresti de asemenea, au fost desfiintate, dar refondat în mijlocul lui 2016 și s-au înscris în Liga a IV-a, respectiv Liga a V-a.
 Farul Constanța a renunțat la Liga a II-a din cauza dificultăților financiare și s-a înscris în Liga a III-a, dar apoi au fost excluse, de asemenea, din Liga a III-a. 
 Ceahlăul Piatra Neamț și  Gloria Buzău au fost retrogradat la Liga a V-a, deoarece echipele au fost excluse în sezonulLiga a II-a 2015-2016 .
CS Panciu și FC Hunedoara au fost excluse din Liga a III-a.
Măgura Cisnădie și Inter Dorohoi s-au retras din Liga a III-a.
Sporting Turnu Măgurele și  Minerul Motru din Liga a III-a isi  desfiinteaza echipele lor  seniori, dar rămân cu centrele lor de tineret.
CS Ineu se retrage din Liga a III-a și s-a înscris în Liga a IV-a din cauza dificultăților financiare.
 Unirea Tărlungeni a fost mutat din Tărlungeni in Ștefăneștii de Jos și a luat toți jucătorii și personalul din CS Ștefănești. CS Ștefănești a fost desfiintata.
 Metalul Reșița a fost mutat din Reșița in Snagov și a luat toți jucătorii și personalul de  Voința Snagov care a fost desfiintata.
 Argeș 1953 Pitești, CS Păulești, Mureșul Vințu de Jos, Petrolul Berca, Siretul Lespezi și Voința Ion Creangă au refuzat participarea la Liga a III-a din cauza lipsei de fonduri.

### Alte echipe
SC Bacău s-a retras din Liga a II-a din cauza dificultăților financiare și s-a înscris în Liga a III-a. 
ACS Poli Timișoara,  ASA Târgu Mureș,  Astra Giurgiu, CS Mioveni,  Gaz Metan Mediaș,  Steaua București și  UTA Arad si-au înscris în Liga a III-a echipele lor de tineret.
 Unirea Alba Iulia a primit permisiunea să se înscrie în Liga a III-a, datorită rezultatelor excelente înregistrate în Campionatul de tineret.

### Echipe redenumite
Petrotub Roman a fost redenumit ca  CSM Roman.

## Clasamente

### Seria I
| Poz | Echipa                  | MJ | V  | E | Î  | GM | GP | G   | Pct     | Promovare sau retrogradare     | Rezultat direct         |
| --- | ----------------------- | -- | -- | - | -- | -- | -- | --- | ------- | ------------------------------ | ----------------------- |
| 1   | Miroslava (C) (P)       | 28 | 20 | 4 | 4  | 65 | 31 | +34 | 64      | Promotion to Liga II           |                         |
| 2   | AFC Hărman⁠(d)           | 28 | 19 | 6 | 3  | 63 | 19 | +44 | 63      |                                | HĂR 1-1 FKM FKM 1-1 HĂR |
| 3   | Csíkszereda             | 28 | 19 | 6 | 3  | 61 | 18 | +43 | 63      |                                | HĂR 1-1 FKM FKM 1-1 HĂR |
| 4   | Aerostar                | 28 | 14 | 6 | 8  | 47 | 29 | +18 | 48      |                                |                         |
| 5   | Avântul Mărului         | 28 | 13 | 4 | 11 | 49 | 53 | −4  | 43      |                                |                         |
| 6   | CSM Roman               | 28 | 12 | 4 | 12 | 48 | 50 | −2  | 40      |                                |                         |
| 7   | Cetatea Râșnov⁠(d)       | 28 | 11 | 5 | 12 | 33 | 31 | +2  | 38      | OCT 0-1 SPO SPO 0-1 OCT        |                         |
| 8   | Sporting Liești         | 28 | 11 | 5 | 12 | 40 | 38 | +2  | 38      | OCT 0-1 SPO SPO 0-1 OCT        |                         |
| 9   | Râmnicu Sărat           | 28 | 10 | 4 | 14 | 33 | 35 | −2  | 34      |                                |                         |
| 10  | Metalosport             | 28 | 8  | 6 | 14 | 25 | 41 | −16 | 30      |                                |                         |
| 11  | Atletico Vaslui (R)     | 27 | 9  | 2 | 16 | 35 | 53 | −18 | 0292/3  | Relegation to Liga IV          |                         |
| 12  | Odorheiu Secuiesc       | 28 | 8  | 4 | 16 | 27 | 63 | −36 | 28      |                                |                         |
| 13  | Pașcani (Q)             | 28 | 6  | 5 | 17 | 41 | 65 | −24 | 23      | Possible relegation to Liga IV |                         |
| 14  | Sportul Chiscani⁠(d) (R) | 28 | 4  | 4 | 20 | 26 | 67 | −41 | 16      | Relegation to Liga IV          |                         |
| 15  | Gauss Bacău (R)         | 27 | 10 | 5 | 12 | 48 | 48 | 0   | 0−251/3 | Relegation to Liga IV          |                         |

Ultima actualizare: 26 mai 2017
Sursa: FRF ro
Reguli de clasare: 
1st points; 2nd head-to-head points; 3rd head-to-head goal difference; 4th head-to-head goals scored; 5th head-to-head away goals scored; 6th goal difference; 7th number of goals scored.
POZ = Poziția în clasament; (C) = Campioană; (R) = Retrogradată; (P) = Promovată; (E) = Eliminată; (O) = Câștigătoare de play-off; (A) = Avansează în runda următoare. 
Aplicabil doar când sezonul nu este terminat: 
(Q) = Calificare în faza competiției indicată; (TQ) = Calificare în competiție, dar încă nu în faza indicată; (RQ) = Calificată în competiția de retrogradare indicată; (DQ) = Descalificată din competiție.

1 SC Bacău were deducted 60 points for unpaid debts.

2 Atletico Vaslui was excluded from the championship and lost all matches from the second part of the championship by forfeit.

3 The match between SC Bacau and Atletico Vaslui was declared double forfeit because SC Bacău used a suspended player at the time of the match and Atletico Vaslui was subsequently excluded.

### Seria II
| Poz | Echipa                   | MJ | V  | E | Î  | GM | GP  | G   | Pct | Promovare sau retrogradare           | Rezultat direct |
| --- | ------------------------ | -- | -- | - | -- | -- | --- | --- | --- | ------------------------------------ | --------------- |
| 1   | Metaloglobus (C) (P)     | 26 | 19 | 3 | 4  | 50 | 27  | +23 | 60  | Promotion to Liga a II-a             |                 |
| 2   | Viitorul Domnești        | 26 | 16 | 1 | 9  | 50 | 28  | +22 | 49  |                                      |                 |
| 3   | CS Tunari                | 26 | 13 | 7 | 6  | 39 | 28  | +11 | 46  |                                      |                 |
| 4   | Viitorul II Constanța    | 26 | 13 | 5 | 8  | 52 | 33  | +19 | 44  |                                      |                 |
| 5   | Unirea Slobozia          | 26 | 12 | 5 | 9  | 49 | 36  | +13 | 41  |                                      |                 |
| 6   | Popești-Leordeni         | 26 | 11 | 6 | 9  | 40 | 37  | +3  | 39  | GPL 2-1 DEL DEL 2-2 GPL              |                 |
| 7   | Delta Tulcea             | 26 | 12 | 5 | 9  | 52 | 48  | +4  | 391 | GPL 2-1 DEL DEL 2-2 GPL              |                 |
| 8   | Dinamo II                | 26 | 10 | 8 | 8  | 42 | 32  | +10 | 38  |                                      |                 |
| 9   | CSM Oltenița⁠(d)          | 26 | 10 | 5 | 11 | 41 | 39  | +2  | 35  | AST 1-1 OLT OLT 1-1 AST              |                 |
| 10  | Astra II Giurgiu         | 26 | 10 | 5 | 11 | 37 | 36  | +1  | 35  | AST 1-1 OLT OLT 1-1 AST              |                 |
| 11  | Axiopolis Cernavodă⁠(d)   | 26 | 9  | 7 | 10 | 49 | 47  | +2  | 34  |                                      |                 |
| 12  | Înainte Modelu⁠(d) (Q)    | 26 | 7  | 8 | 11 | 60 | 55  | +5  | 29  | Posibila retrogradare in Liga a IV-a |                 |
| 13  | Petrolistul Boldești (R) | 26 | 7  | 1 | 18 | 34 | 59  | −25 | 22  | Retrogradare in Liga a IV-a          |                 |
| 14  | Arsenal Malu (R)         | 26 | 0  | 0 | 26 | 10 | 100 | −90 | 0   | Retrogradare in Liga a IV-a          |                 |

Ultima actualizare: 26 mai 2017
Sursa: FRF ro
Reguli de clasare: 
1st points; 2nd head-to-head points; 3rd head-to-head goal difference; 4th head-to-head goals scored; 5th head-to-head away goals scored; 6th goal difference; 7th number of goals scored.
POZ = Poziția în clasament; (C) = Campioană; (R) = Retrogradată; (P) = Promovată; (E) = Eliminată; (O) = Câștigătoare de play-off; (A) = Avansează în runda următoare. 
Aplicabil doar când sezonul nu este terminat: 
(Q) = Calificare în faza competiției indicată; (TQ) = Calificare în competiție, dar încă nu în faza indicată; (RQ) = Calificată în competiția de retrogradare indicată; (DQ) = Descalificată din competiție.

1 Delta Dobrogea Tulcea a fost penalizata 2 de puncte pentru datoriile neplatite.

2 Arsenal Malu s-a retras din campionat în pauza de iarnă și a pierdut toate meciurile din retur la masa verde.

### Seria III
| Poz | Echipa               | MJ | V  | E  | Î  | GM | GP | G   | Pct | Promovare sau retrogradare           | Rezultat direct |
| --- | -------------------- | -- | -- | -- | -- | -- | -- | --- | --- | ------------------------------------ | --------------- |
| 1   | SCM Pitești (C) (P)  | 28 | 22 | 6  | 0  | 72 | 15 | +57 | 72  | Promovare în Liga a II-a             |                 |
| 2   | Vedița Colonești⁠(d)  | 28 | 14 | 5  | 9  | 52 | 44 | +8  | 47  |                                      |                 |
| 3   | CSM Alexandria       | 28 | 13 | 6  | 9  | 35 | 28 | +7  | 45  |                                      |                 |
| 4   | Voluntari II         | 28 | 12 | 8  | 8  | 47 | 38 | +9  | 44  |                                      |                 |
| 5   | Moreni               | 28 | 11 | 10 | 7  | 41 | 29 | +12 | 43  |                                      |                 |
| 6   | Concordia II Chiajna | 28 | 11 | 7  | 10 | 46 | 44 | +2  | 40  | CON 0-0 SRO SRO 2-2 CON              |                 |
| 7   | Sporting Roșiori     | 28 | 11 | 7  | 10 | 36 | 36 | 0   | 40  | CON 0-0 SRO SRO 2-2 CON              |                 |
| 8   | FCSB II              | 28 | 10 | 8  | 10 | 42 | 43 | −1  | 38  | FCS 1-0 MIO MIO 2-2 FCS              |                 |
| 9   | CS Mioveni II        | 28 | 10 | 8  | 10 | 38 | 39 | −1  | 38  | FCS 1-0 MIO MIO 2-2 FCS              |                 |
| 10  | CSO Filiași⁠(d)       | 26 | 10 | 5  | 11 | 37 | 36 | +1  | 35  |                                      |                 |
| 11  | CS U Craiova II⁠(d)   | 28 | 10 | 6  | 12 | 42 | 42 | 0   | 36  |                                      |                 |
| 12  | Aninoasa⁠(d) (Q)      | 28 | 8  | 10 | 10 | 33 | 37 | −4  | 34  | Posibila retrogradare in Liga a IV-a |                 |
| 13  | ACS Șirineasa (R)    | 28 | 8  | 3  | 17 | 26 | 49 | −23 | 27  | Retrogradare in Liga a IV-a          |                 |
| 14  | Urban Titu (R)       | 28 | 5  | 8  | 15 | 29 | 51 | −22 | 23  | Retrogradare in Liga a IV-a          |                 |
| 15  | CS Podari (R)        | 28 | 3  | 4  | 21 | 16 | 65 | −49 | 131 | Retrogradare in Liga a IV-a          |                 |

Ultima actualizare: 26 mai 2017
Sursa: FRF ro
Reguli de clasare: 
1st points; 2nd head-to-head points; 3rd head-to-head goal difference; 4th head-to-head goals scored; 5th head-to-head away goals scored; 6th goal difference; 7th number of goals scored.
POZ = Poziția în clasament; (C) = Campioană; (R) = Retrogradată; (P) = Promovată; (E) = Eliminată; (O) = Câștigătoare de play-off; (A) = Avansează în runda următoare. 
Aplicabil doar când sezonul nu este terminat: 
(Q) = Calificare în faza competiției indicată; (TQ) = Calificare în competiție, dar încă nu în faza indicată; (RQ) = Calificată în competiția de retrogradare indicată; (DQ) = Descalificată din competiție.

1 Delta Dobrogea Tulcea a fost penalizata 2 de puncte pentru datoriile neplatite.

2 Arsenal Malu s-a retras din campionat în pauza de iarnă și a pierdut toate meciurile din retur la masa verde.

### Seria IV
| Poz | Echipa                    | MJ | V  | E | Î  | GM | GP | G   | Pct | Promovare sau retrogradare     | Rezultat direct |
| --- | ------------------------- | -- | -- | - | -- | -- | -- | --- | --- | ------------------------------ | --------------- |
| 1   | Ripensia (C) (P)          | 26 | 16 | 7 | 3  | 69 | 30 | +39 | 55  | Promotion to Liga II           |                 |
| 2   | Reșița                    | 26 | 17 | 3 | 6  | 50 | 19 | +31 | 54  |                                |                 |
| 3   | Vulturii Lugoj            | 26 | 15 | 6 | 5  | 42 | 27 | +15 | 51  |                                |                 |
| 4   | Național Sebiș⁠(d)         | 26 | 16 | 2 | 8  | 45 | 27 | +18 | 50  |                                |                 |
| 5   | Industria Galda⁠(d)        | 26 | 13 | 7 | 6  | 41 | 28 | +13 | 46  | CET 1-3 IND IND 1-0 CET        |                 |
| 6   | CSM Deva                  | 26 | 15 | 1 | 10 | 40 | 37 | +3  | 46  | CET 1-3 IND IND 1-0 CET        |                 |
| 7   | Performanța Ighiu         | 26 | 10 | 9 | 7  | 41 | 34 | +7  | 39  |                                |                 |
| 8   | Gloria LT Cermei⁠(d)       | 26 | 7  | 7 | 12 | 27 | 37 | −10 | 28  |                                |                 |
| 9   | ACS Poli                  | 26 | 8  | 3 | 15 | 40 | 62 | −22 | 27  | PAN 1-2 ACS ACS 4-0 PAN        |                 |
| 10  | Pandurii                  | 26 | 8  | 3 | 15 | 31 | 40 | −9  | 27  | PAN 1-2 ACS ACS 4-0 PAN        |                 |
| 11  | Unirea Alba Iulia         | 26 | 7  | 5 | 14 | 29 | 38 | −9  | 26  |                                |                 |
| 12  | Millenium Giarmata⁠(d) (Q) | 26 | 6  | 6 | 14 | 28 | 47 | −19 | 24  | Possible relegation to Liga IV |                 |
| 13  | UTA II Arad (R)           | 27 | 6  | 4 | 17 | 23 | 41 | −18 | 22  | Relegation to Liga IV          |                 |
| 14  | Nuova Mama Mia⁠(d) (R)     | 26 | 5  | 3 | 18 | 21 | 60 | −39 | 18  | Relegation to Liga IV          |                 |

Ultima actualizare: 26 mai 2017
Sursa: FRF ro
Reguli de clasare: 
1st points; 2nd head-to-head points; 3rd head-to-head goal difference; 4th head-to-head goals scored; 5th head-to-head away goals scored; 6th goal difference; 7th number of goals scored.
POZ = Poziția în clasament; (C) = Campioană; (R) = Retrogradată; (P) = Promovată; (E) = Eliminată; (O) = Câștigătoare de play-off; (A) = Avansează în runda următoare. 
Aplicabil doar când sezonul nu este terminat: 
(Q) = Calificare în faza competiției indicată; (TQ) = Calificare în competiție, dar încă nu în faza indicată; (RQ) = Calificată în competiția de retrogradare indicată; (DQ) = Descalificată din competiție.

### Seria V
| Poz | Echipa                 | MJ | V  | E | Î  | GM | GP | G   | Pct | Promovare sau retrogradare     | Rezultat direct |
| --- | ---------------------- | -- | -- | - | -- | -- | -- | --- | --- | ------------------------------ | --------------- |
| 1   | Hermannstadt (C) (P)   | 28 | 21 | 4 | 3  | 64 | 23 | +41 | 67  | Promotion to Liga II           |                 |
| 2   | Metalurgistul Cugir    | 28 | 17 | 4 | 7  | 62 | 27 | +35 | 55  |                                |                 |
| 3   | Sănătatea Cluj         | 28 | 15 | 8 | 5  | 42 | 21 | +21 | 53  | UNJ 1-1 SĂN SĂN 0-0 UNJ        |                 |
| 4   | Unirea Jucu            | 28 | 16 | 5 | 7  | 64 | 30 | +34 | 53  | UNJ 1-1 SĂN SĂN 0-0 UNJ        |                 |
| 5   | FC Recea               | 28 | 14 | 8 | 6  | 50 | 32 | +18 | 50  |                                |                 |
| 6   | FC Zalău               | 28 | 15 | 4 | 9  | 41 | 24 | +17 | 49  |                                |                 |
| 7   | Avântul Reghin         | 28 | 14 | 4 | 10 | 46 | 29 | +17 | 46  | AVÂ 3-1 GAZ GAZ 1-1 AVÂ        |                 |
| 8   | Gaz Metan II           | 28 | 13 | 7 | 8  | 60 | 48 | +12 | 46  | AVÂ 3-1 GAZ GAZ 1-1 AVÂ        |                 |
| 9   | Unirea Dej             | 28 | 10 | 8 | 10 | 44 | 38 | +6  | 38  |                                |                 |
| 10  | Viitorul Ulmeni        | 28 | 8  | 9 | 11 | 39 | 47 | −8  | 33  |                                |                 |
| 11  | CS Iernut⁠(d)           | 28 | 9  | 2 | 17 | 45 | 68 | −23 | 29  |                                |                 |
| 12  | ASA II Târgu Mureș (Q) | 28 | 8  | 3 | 17 | 31 | 65 | −34 | 27  | Possible relegation to Liga IV |                 |
| 13  | CS Oșorhei (R)         | 28 | 7  | 2 | 19 | 32 | 54 | −22 | 23  | Relegation to Liga IV          |                 |
| 14  | Recolta Dorolț (R)     | 28 | 5  | 2 | 21 | 28 | 71 | −43 | 17  | Relegation to Liga IV          |                 |
| 15  | Gloria Bistrița (R)    | 28 | 2  | 2 | 24 | 13 | 84 | −71 | 81  | Relegation to Liga IV          |                 |

Ultima actualizare: 26 mai 2017
Sursa: FRF ro
Reguli de clasare: 
1st points; 2nd head-to-head points; 3rd head-to-head goal difference; 4th head-to-head goals scored; 5th head-to-head away goals scored; 6th goal difference; 7th number of goals scored.
POZ = Poziția în clasament; (C) = Campioană; (R) = Retrogradată; (P) = Promovată; (E) = Eliminată; (O) = Câștigătoare de play-off; (A) = Avansează în runda următoare. 
Aplicabil doar când sezonul nu este terminat: 
(Q) = Calificare în faza competiției indicată; (TQ) = Calificare în competiție, dar încă nu în faza indicată; (RQ) = Calificată în competiția de retrogradare indicată; (DQ) = Descalificată din competiție.

1 FC Bistrița a fost exclusă din campionat și a pierdut toate meciurile din retur la masa verde.<br /